# إميلي فينكلمان
إميلي فينكلمان (بالألمانية: Emilie Winkelmann) ‏ (8 مايو 1875 - 4 أغسطس 1951) وهي أول مهندسة معمارية في ألمانيا.

## حياتها
ولدت إميلي في مدينة آكن الألمانية في الثامن من مايو عام 1875، ودرست الهندسة المعمارية طالبًا زائرًا في الكلية التقنية لجامعة هانوفر (1902-1908)، وقد رَفضت منحها الدبلوم في ذلك الوقت حيث لم يكن للمرأة الحق في التأهيل والحصول على الشهادة حتى عام 1909. وفي عام 1908 سافرت إلى برلين حيث بدأت هناك بعملها الخاص في الهندسة المعمارية، وفي وقتٍ لاحق وصل عدد الموظفين لديها إلى 15 شخصًا، وقبل الحرب العالمية الثانية، أشرفت على إنشاء ما يُقارب 30 منزل خاص في برلين وما حولها، وإنشاء مدرسة فتيات فيكتوريا لويز الثانوية.
خلال الحرب العالمية الثانية، عملت إميلي على محاولة استعادة مدرسة شلوس غرنتل بالقرب من مدينة بيرناوي الألمانية، وقد لاقت صعوبة في ذلك لأنها لم تكن من أعضاء الحزب الاشتراكي الوطني، وشاركت إميلي بعد الحرب في إعادة الإعمار وكان لها دور كبير في ذلك، وبالنهاية توفيت إميلي في 4 أغسطس 1951 في مدينة بيلفلد الألمانية وكان عُمرها آنذاك 76 عام.

## أَعمال مختارة
لها العَديد من الأعمال، وبعض منها موجود في شارلوتنبورج فيلمسدورف في برلين، ومن أعمالها:
- Landhaus Presber (1907–08), Trabener Str. 24
- Landhaus (1908), Lindenallee 21
- Leistikowhaus (1909–10), Leistikowstr. 2
- Ottilie-von-Hansemann-Haus (1914–15), Otto-Suhr-Allee 18-20, first the Victoria Studienhaus school, later the Tribüne theatre.
- Wohnhaus (1925–26), Alemannenallee 3